# Észtország himnusza
A Mu isamaa, mu õnn ja rõõm (fonetikusan: [mu ˈisɑmɑː mu ˈɤnʲː jɑ ˈrɤːm]; Hazám, szerencsém és örömöm) Észtország himnusza.

## Története
A himnusz dallamát 1848-ban a Finnországba települt hamburgi zeneszerző, Friedrich Pacius (1809–1891)  szerezte. Ugyanez a dallam lett Maamme címmel 1917-ben finn himnusz. 
Az észt szöveget Johann Voldemar Jannsen írta. Pacius dallamával az 1869-es nagy énekfesztiválon énekelték, aminek fontos szerepe volt az észt nemzeti öntudat felébresztésében. A függetlenség elérésekor 1920-ban a Mu isamaa nemzeti himnusz lett. 
A Szovjetunióban tilos volt a himnusz éneklése. A finn rádió, melynek adásait mindenütt tudták fogni, minden este eljátszotta a dallamot az adás végén, így a nép tudatában fönnmaradt a dallam. Az éneklő forradalom idején gyakran énekelték a himnuszt. A Tallinni énekesek ünnepségén 1990-ben 300 ezren énekelték tiltott himnuszukat, miközben szovjet tankok vették őket körül. A függetlenség kikiáltása után újra hivatalos himnusz lett belőle.

## Szöveg
Mu isamaa, mu õnn ja rõõm,

kui kaunis oled sa!

Ei leia mina iial seal

see suure, laia ilma peal,

mis mul nii armas oleks ka,

kui sa, mu isamaa!
Sa oled mind ju sünnitand

ja üles kasvatand;

sind tänan mina alati

ja jään sull' truuiks surmani,

mul kõige armsam oled sa,

mu kallis isamaa!
Su üle Jumal valvaku,

mu armas isamaa!

Ta olgu sinu kaitseja

ja võtku rohkest õnnista,

mis iial ette võtad sa,

mu kallis isamaa!

## Magyar fordítás
Hazám, szerencsém és örömöm 

Milyen szép vagy!

Sehol nem találok

Az egész világon

Amit úgy szeretnék,

mint téged, hazám!

Itt születtem

Itt nevelkedtem

Mindig hálás leszek neked

és halálomig hű maradok hozzád,

nekem te vagy a legkedvesebb, 

szeretett hazám!

Isten óvjon,

Szeretett hazám!

Ő legyen oltalmazód,

és gazdagon áldjon meg,

bármit teszel, 

Drága hazám!